# Primera batalla de Kidal
La primera batalla de Kidal se desarrolló en la ciudad de Kidal durante la guerra de Malí, enfrentándose el Movimiento para la Liberación del Azawad (MNLA) y la República de Malí. El 30 de marzo de 2012, la ciudad fue capturada por las fuerzas del MNLA y del Ansar Dine.

## La batalla y la caída de la ciudad
El 26 de marzo de 2012, la ciudad de Kidal fue sitiada por el MNLA y las tropas yihadistas del Ansar Dine. Autoridades del MNLA afirmaron que no hay relación entre ambos grupos pero reconcocen que la situación es ambigua. Sin embargo, reportes de habitantes locales señalan que desarrollaron la operación en conjunto. Según estos reportes, las tropas de Ansar Dine componían la mayoría de los rebeldes en la batalla. La MNLA señalaba que le había propuesto al gobernador de Kidal y al coronel Elhadji Ag Gamou que promoviesen la rendición del ejército para evitar un derramamiento de sangre. 
El 29 de marzo, Kidal fue atacada por Ansar Dine y el MNLA; los yihadistas asaltaron por el sur mientras que las fuerzas independentistas del MNLA atacaron por el norte. Los soldados malienses lograron repeler el ataque durante el primer día pero el día posterior algunos integrantes tuareg del ejército (especialmente los provenientes de Libia) desertaron y se unieron a los rebeldes.
El 30 de marzo, el resto de los soldados, desmoralizados y exhaustos, abandonaron la ciudad. Un soldado cercano al coronel Gamou señaló que "eramos 504 hombres armados, 300 tamasheqs y 204 del sur. Desde el 23 de marzo en Kidal, los rebeldes tuareg del MNLA y el grupo yihadista Ansar Dine de Iyad Ag Ghali nos rodeó. El MNLA quería que Ag Gamou regresara a las filas de los rebeldes y Ag Ghali quería su cabeza por allanar las casas de las familias de Ifoghas y especialmente por forzar al hijo del poderoso amenokal, Intalla Ag Attaher, a abandonar la ciudad en febrero (...). Estábamos cansados porque repelimos todo el día a los rebeldes y nos aseguramos de no ser sorprendidos por un ataque nocturno. Alrededor de las 7:00 am, algunos de nosotros comenzamos a dormir, pero una hora más tarde los rebeldes comenzaron a disparar en el lado este de la ciudad. No queríamos pelear más." 
El MNLA se declaró victorioso. El presidente del consejo revolucionario del MNLA, Abdul Karim ag Matafa, entró a la ciudad. Según testigos, integrantes del AQMI también tomaron parte en los enfrentamientos. 

### Secuelas
Luego de la batalla, Iyad ag Ghali, jefe de Ansar Dine, entró a la ciudad "a la cabeza de una caravana de vehículos". El gobernador de la región, así como seis oficiales locales, el comandante del ejército de la zona, el coronel de las unidades especiales y el jefe de la gendarmería, fueron "mantenidos en seguridad" con un jefe tradicional, de acuerdo a un reporte de un oficial local.

## Táctica de retirada de Ag Gamou
El ejército maliense se replegó hacia el sur, luego de que el coronel Alhaji Ag Gamou llamó a Assalat Ag Habi, coronel del MNLA que ocupó el área, y declaró que aceptaba su oferta de unirse al MNLA a cambio de ser protegido del Ansar Dine. "Dejamos la ciudad en nuestra BM21, BRDM y en docenas de Toyota 4x4 en la dirección de Gao. Al día siguiente, 31 de marzo, el día de la caída de Gao, nos encontrabamos a 150 kilómetros al sur de Kidal, cuando varias docenas de autos de combatientes del MNLA, comandados por el mismo coronel Assalat Ag Habi, nos rodearon. Le dijeron a Ag Gamou que para moverse libremente en el territorio de Azawad, tenía que prestar lealtad formalmente al MNLA y desarmar a sus soldados del sur. Así es como surgió la idea de llamar a la RFI." El 31 de marzo, Ag Gamou dijo a Radio France Internationale (RFI) que se había unido al MNLA. Sin embargo, más tarde reveló que su deserción fue solo una táctica para retirarse a salvo con sus soldados. El coronel Ag Habi pidió que los 204 soldados del sur de Mali le fueran entregados como prisioneros de guerra pero Ag Gamou se opuso. Se dirigió entonces con sus hombres a Níger. Cuando se encontraban a 100 kilómetros de la frontera, llamó al cónsul de Mali en Níger por teléfono satelital para pedirles que se prepararan para el arribo de sus hombres, de forma que luego pudiesen ser repatriados a Bamako vía Burkina Faso. Posteriormente, Gamou se refugió en Níger con su familia y con su milicia tuareg. Luego informó al gobierno maliense de que su declaración de lealtad hacia el MNLA en la RFI fue solo una maniobra con el objetivo de huir y que estaba listo para volver a la lucha.

## Consecuencias
Luego de la batalla, el campo de la Guardia Nacional fue saqueado y parcialmente quemado, las casas de los oficiales fueron también desvalijadas por los residentes. Según reportes locales, los prisioneros fueron bien tratados e Iyad Ag Ghaly dio instrucciones de que los civiles no fueran maltratados. En un video publicado el 11 de julio por Ansar Dine, el movimiento yihadista dijo haber capturado 560 soldados malienses en las batallas de Aguel'hoc, Tessalit y Kidal, y que fueron puestos en libertad luego de "haber dado su palabra de que nunca combatirían a la sharia del islam". Este número pudo haber sido exagerado, pero el 14 de abril de 2012, los yihadistas de Ansar Dine liberaron a 169 prisioneros militares de Mali, así como a 14 civiles pertenecientes a familias de soldados.